# ホリー・ホルム
ホリー・ホルム（Holly Holm、1981年10月17日 - ）は、アメリカ合衆国の女性プロボクサー、総合格闘家。ニューメキシコ州アルバカーキ出身。ジャクソン・ウィンクMMA所属。元UFC世界女子バンタム級王者。元WBA・WBC女子世界ウェルター級王者。Boxrecの女子ボクサー「オールタイム・パウンド・フォー・パウンド」で1位に君臨し、リングマガジンで年間最優秀女子ボクサーに2度選ばれている伝説的ボクサー。

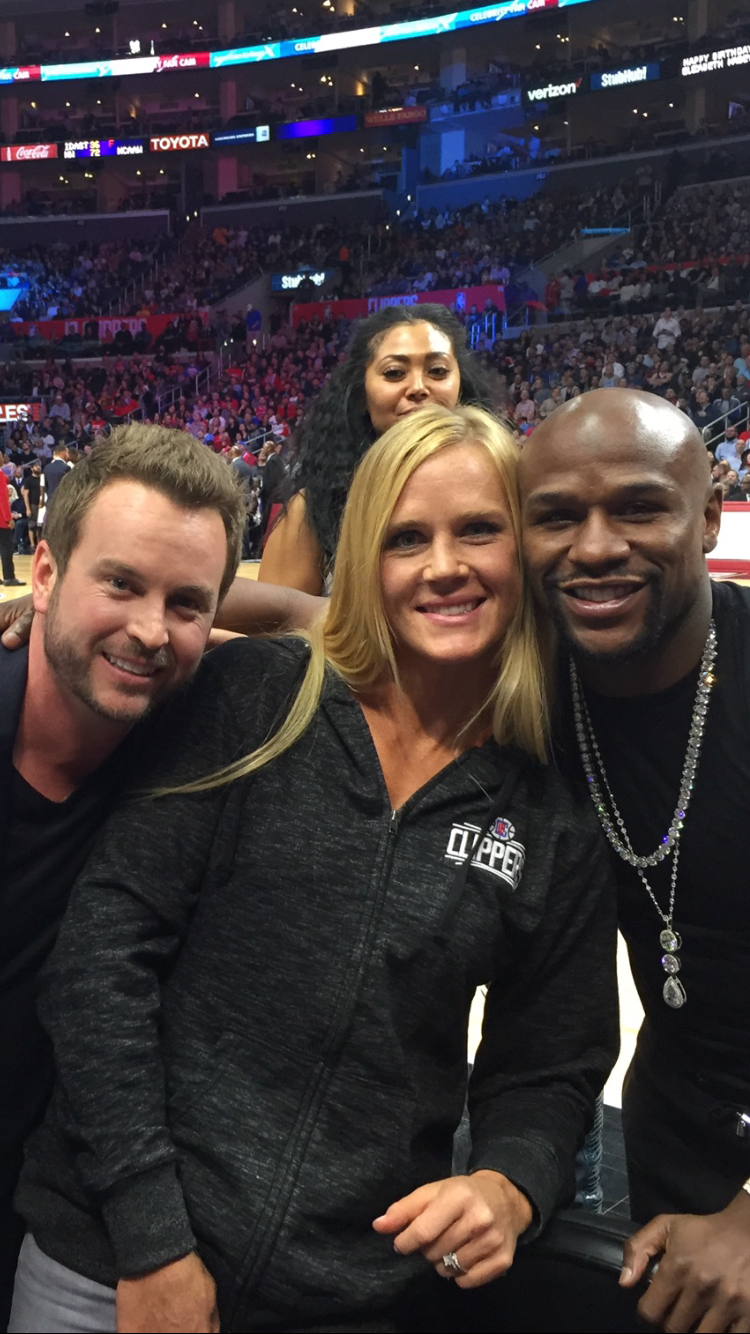
ホルム(中央)とフロイド・メイウェザー・ジュニア(右)

## 来歴
ニューメキシコ州アルバカーキの父親がキリスト教牧師の家庭に生まれた。後に付けられるニックネームはこれに由来する。
格闘技を始める前は、サッカー、水泳、体操などをやっていた。16歳の時にダイエット目的でエアロビクスダンスを行うために通っていたジムで、キックボクシングのクラスを見かけ”凄くイケてる”やってみたいと一目惚れ、エアロビクスダンスを習っていたインストラクターがキックボクシングも教えていたこともあり、キックボクシングをすぐに始めた。

### ボクシング・キックボクシング
2001年9月、国際キックボクシング連盟（IKF）主催の全米アマチュアキックボクシング選手権でウェルター級王者に輝く。アマチュアキックボクシング戦績6勝0敗2分で、ボクシングへ転向した。
2002年1月25日、地元アルバカーキでプロボクシングデビューをTKOで飾った。
2002年6月1日、プロキックボクシングデビュー戦を行いTKO勝ち。
2003年4月5日、プロキックボクシング2戦目でKO負け。9月8日に3戦目を行いTKO勝ち。
2004年12月10日、テリー・ブレアーとIBA女子世界ライトウェルター級初代王座決定戦を行い、3-0の判定勝ちを収め王座獲得に成功した。
2006年6月10日、アンジェリカ・マルティネスとWBA女子世界ウェルター級初代王座決定戦を行い、判定で王座獲得。2階級制覇達成。
2006年12月1日、トリーシャ・タートンとIFBA世界スーパーウェルター級王座決定戦に挑み、判定で王座獲得。3階級制覇達成。
2007年3月22日、ライト級との2階級制覇を狙うアン・サクラートを判定で退け、WBA女子世界ウェルター級王座の初防衛に成功、WBC女子世界ウェルター級王座の獲得にも成功、WIBA世界ウェルター級王座の獲得にも成功し、IFBA世界ウェルター級王座の獲得にも成功した。IFBA世界ウェルター級王座はミリアム・ブラカチェ、ベリンダ・ララキュエントの挑戦を退け2度防衛。
2008年6月13日、メアリー・ジョー・サンダースと対戦し、3-0の判定勝ちを収めIFBA世界スーパーウェルター級王座の初防衛に成功した。
2008年10月17日、メアリー・ジョー・サンダースとIBA女子世界スーパーウェルター級王座決定戦を行い、1-0の判定で引き分けた為、王座獲得に失敗した。
2009年1月23日、ミリアム・ラマールを3-0判定で退け、WIBA世界ウェルター級王座の初防衛に成功。
2009年6月5日、地元アルバカーキで無敗のWIBA世界ライトウェルター級王者ドゥダ・ヤンコビッチをTKOで倒し、WIBA世界ウェルター級王座の2度目の防衛に成功。
2009年8月28日、テリー・ブレアーを3-0判定で退け、WIBA世界ウェルター級王座の3度目の防衛に成功。
2009年12月4日、アルバカーキでビクトリア・シスネロスに判定で圧勝。当初、この試合は女子パウンド・フォー・パウンド最強とも言われるメリッサ・ヘルナンデスとの4度目の防衛戦となる予定であったが、ヘルナンデスが試合直前で出場を拒否。そのためたまたま観客として来場していたシスネロスを急遽代役を立てることになった。
2010年、WIBA世界ウェルター級王座に加え、ヤンコヴィッチの王座剥奪に伴いWIBA世界ライトウェルター級でもスーパー王座に認定。3月26日、ボクシングに復帰したチーベル・ホールバックを判定で退け王座防衛。しかし、その後休養扱いとなり、最終的には返上。
2010年8月6日、ジェイミー・クランピットとIBA女子世界ライトウェルター級王座決定戦を行い、1回TKO勝利を収め王座に返り咲いた。

#### 総合格闘技デビュー
2011年3月4日、総合格闘技デビュー戦を行い、クリスティーナ・ドンケをローキックで倒し、2回TKO勝利を収めた。
2011年6月10日　ビクトリア・シスネロスを3-0の判定で破り、プロボクシング通算30勝を達成した。
2011年12月2日、アン＝ソフィー・マシスと対戦し、7回KO負けを喫した。
2012年6月15日、アン＝ソフィー・マシスと再戦し、10回判定勝ちを収め前戦の雪辱を果たし、IBA女子世界ウェルター級王座とWBF女子世界ウェルター級王座を獲得した。
2013年1月22日、WBCは女子世界3階級制覇王者ホリー・ホルムとWBA・WBC・WBO女子世界ウェルター級王者セシリア・ブレークフスの間で対戦するよう通達を出した。WBCダイヤモンド王座が懸けられるとのこと。

### 総合格闘技

#### Bellator MMA
2013年2月28日、Bellator MMAデビューとなったBellator 91でケイティ・メリルを右パンチのボディーブローで沈め2回TKO勝利を収めた。

#### ボクシング引退
2013年4月16日、同年5月11日に行われるメアリー・マギー戦を最後にボクシングを引退して総合格闘技に転向することを発表した。
2013年5月11日、メアリー・マギーに10回判定勝ちで、IBA女子世界ライトウェルター級王座とWBF女子世界ライトウェルター級王座の防衛に成功。この試合でボクシングを引退して総合格闘技に完全転向した。

#### Legacy Fighting Championship
2013年7月19日、アラナ・ジョーンズを左ハイキック一撃で倒し2回KO勝利を収めた。
2014年4月4日、初代Legacy FC女子バンタム級王座決定戦でジュリアナ・ヴェルネルと対戦し、左ハイキックで倒したところにさらにパンチを打ち込みレフェリーが試合を止め、5回TKO勝ちを収め王座獲得に成功した。

#### UFC
2015年2月28日、UFC初参戦となったUFC 184で女子バンタム級14位のラケル・ペニントンと対戦し、2-1の判定勝ちを収めた。
2015年7月15日、UFC Fight Night: Mir vs. Duffeeで女子バンタム級11位のマリオン・レノーと対戦し、判定勝ち。

#### UFC世界王座獲得
2015年11月14日、UFC 193のUFC世界女子バンタム級タイトルマッチで王者ロンダ・ラウジーと対戦。スタンドの攻防で圧倒し、2Rに左ハイキックでダウンを奪いパウンドでKO勝ちを収め王座獲得に成功。10倍近いオッズを覆す大番狂わせを起こし、ファイト・オブ・ザ・ナイトとパフォーマンス・オブ・ザ・ナイトを同時受賞した。このニュースは地元でも大きく取り上げられ、ホルムの地元アルバカーキは11月を「ホリー・ホルムの月」に、ニューメキシコ州は11月14日を「ホリー・ホルムの日」に制定した。
2015年12月7日、ホルムがUFC王者になったのを記念して地元アルバカーキで祝賀パレードが開催され、祝勝会には2万人以上が詰め掛け、その模様は地元テレビ局で生中継された。

#### 世界王座陥落
2016年3月5日、UFC 196のUFC世界女子バンタム級タイトルマッチで女子バンタム級2位の挑戦者ミーシャ・テイトと対戦。終盤まで手数で上回るも5Rにリアネイキドチョークで一本負け。キャリア11戦目で総合格闘技初黒星を喫すると共に王座から陥落した。
2016年5月26日、ロンダ・ラウジー戦が「ジェームス・ダグラス対マイク・タイソン」「ルーロン・ガードナー対アレクサンドル・カレリン」と並び、スポーツ史に残るアップセットのひとつとしてニューヨーク・タイムズで特集された。
2016年7月14日、ロンダ・ラウジー戦がESPY賞の年間最大アップセット賞を受賞した。
2016年7月23日、UFC on FOX 20で女子バンタム級ランキング7位のヴァレンティーナ・シェフチェンコと対戦し、0-3の5R判定負け。試合は大会のメインイベントとして地上波FOXで全米に生中継され、平均視聴者数468万人を記録した。
2017年2月11日、UFC 208の世界女子フェザー級王座決定戦でジャーメイン・デ・ランダミーと対戦し、0-3の5R判定負けを喫し二階級制覇に失敗。なお、デ・ランダミーが2Rと3Rの終了ブザー直後に立て続けにパンチを放ったにも関わらず減点などのペナルティが課されなかったことが物議を醸し、海外MMAメディアサイトの採点では記者23人中14人がホルムの勝利を支持するなど後味の悪い結末となった。
2017年6月17日、UFC Fight Night: Holm vs. Correiaで女子バンタム級ランキング11位のベチ・コヘイアと対戦。左ブラジリアンキックでダウンを奪いパウンドで3RKO勝ち。パフォーマンス・オブ・ザ・ナイトを受賞した。
2017年12月30日、UFC 219のUFC世界女子フェザー級タイトルマッチで王者クリスチャン・サイボーグに挑戦し、0-3の5R判定負けを喫し王座獲得に失敗。敗れはしたものの、ファイト・オブ・ザ・ナイトを受賞した。
2019年7月6日、UFC 239のUFC世界女子バンタム級タイトルマッチで王者アマンダ・ヌネスに挑戦し、右ハイキックで1RKO負けを喫し王座獲得に失敗した。
2020年1月18日、UFC 246で女子バンタム級ランキング5位のラケル・ペニントンと約4年11か月ぶりに再戦し、3-0の判定勝ち。
2020年10月4日、UFC on ESPN: Holm vs. Aldanaで女子バンタム級ランキング6位のアイリーン・アルダナと対戦し、3-0の5R判定勝ち。
2022年5月21日、約1年7カ月ぶりの復帰戦となったUFC Fight Night: Holm vs. Vieiraで女子バンタム級ランキング5位のケトレン・ヴィエラと対戦し、1-2の5R判定負け。しかし、海外のMMAメディアサイトの採点では20人中18人の記者がホルムの勝利を支持するなど物議を醸し、ホルム自身も試合後インタビューで「第2ラウンド以外は全て自分が勝っていたと思う」と語っている。
2023年3月25日、UFC on ESPN: Vera vs. Sandhagenで女子バンタム級ランキング6位のヤナ・クニツカヤと対戦し、4度のテイクダウンを奪いグラウンドで圧倒して3-0の判定勝ち。
2023年7月15日、UFC on ESPN: Holm vs. Bueno Silvaで女子バンタム級ランキング10位のマイラ・ブエノ・シウバと対戦し、ニンジャチョークで2R一本負け。

## 戦績

### 総合格闘技
| 総合格闘技 戦績 | 総合格闘技 戦績 | 総合格闘技 戦績 | 総合格闘技 戦績 | 総合格闘技 戦績 | 総合格闘技 戦績 | 総合格闘技 戦績 |
| --------------- | --------------- | --------------- | --------------- | --------------- | --------------- | --------------- |
| 23 試合         | (T)KO           | 一本            | 判定            | その他          | 引き分け        | 無効試合        |
| 15 勝           | 8               | 0               | 7               | 0               | 0               | 1               |
| 7 敗            | 1               | 2               | 4               | 0               | 0               | 1               |

| 勝敗 | 対戦相手                         | 試合結果                              | 大会名                                                                | 開催年月日     |
| ×    | ケイラ・ハリソン                 | 2R 1:47 リアネイキドチョーク          | UFC 300: Pereira vs. Hill                                             | 2024年4月13日  |
| -    | マイラ・ブエノ・シウバ           | ノーコンテスト (シウバの薬物検査失格) | UFC on ESPN 49: Holm vs. Bueno Silva                                  | 2023年7月15日  |
| ○    | ヤナ・クニツカヤ                 | 5分3R終了 判定3-0                     | UFC on ESPN 43: Vera vs. Sandhagen                                    | 2023年3月25日  |
| ×    | ケトレン・ヴィエラ               | 5分5R終了 判定1-2                     | UFC Fight Night: Holm vs. Vieira                                      | 2022年5月21日  |
| ○    | アイリーン・アルダナ             | 5分5R終了 判定3-0                     | UFC on ESPN 16: Holm vs. Aldana                                       | 2020年10月4日  |
| ○    | ラケル・ペニントン               | 5分3R終了 判定3-0                     | UFC 246: McGregor vs. Cowboy                                          | 2020年1月18日  |
| ×    | アマンダ・ヌネス                 | 1R 4:10 KO（右ハイキック→パウンド）   | UFC 239: Jones vs. Santos 【UFC世界女子バンタム級タイトルマッチ】     | 2019年7月6日   |
| ○    | ミーガン・アンダーソン           | 5分3R終了 判定3-0                     | UFC 225: Whittaker vs. Romero 2                                       | 2018年6月9日   |
| ×    | クリスチャン・サイボーグ         | 5分5R終了 判定0-3                     | UFC 219: Cyborg vs. Holm 【UFC世界女子フェザー級タイトルマッチ】      | 2017年12月30日 |
| ○    | ベチ・コヘイア                   | 3R 1:09 KO（左ハイキック→パウンド）   | UFC Fight Night: Holm vs. Correia                                     | 2017年6月17日  |
| ×    | ジャーメイン・デ・ランダミー     | 5分5R終了 判定0-3                     | UFC 208: Holm vs. de Randamie 【UFC世界女子フェザー級王座決定戦】     | 2017年2月11日  |
| ×    | ヴァレンティーナ・シェフチェンコ | 5分5R終了 判定0-3                     | UFC on FOX 20: Holm vs. Shevchenko                                    | 2016年7月23日  |
| ×    | ミーシャ・テイト                 | 5R 3:30 リアネイキドチョーク          | UFC 196: McGregor vs. Diaz 【UFC世界女子バンタム級タイトルマッチ】    | 2016年3月5日   |
| ○    | ロンダ・ラウジー                 | 2R 0:59 KO（左ハイキック→パウンド）   | UFC 193: Rousey vs. Holm 【UFC世界女子バンタム級タイトルマッチ】      | 2015年11月14日 |
| ○    | マリオン・レノー                 | 5分3R終了 判定3-0                     | UFC Fight Night: Mir vs. Duffee                                       | 2015年7月15日  |
| ○    | ラケル・ペニントン               | 5分3R終了 判定2-1                     | UFC 184: Rousey vs. Zingano                                           | 2015年2月28日  |
| ○    | ジュリアナ・ヴェルネル           | 5R 1:50 TKO（左ハイキック→パウンド）  | Legacy Fighting Championship 30 【Legacy FC女子バンタム級王座決定戦】 | 2014年4月4日   |
| ○    | アンジェラ・ヘイズ               | 5分3R終了 判定3-0                     | Fresquez Productions: Havoc                                           | 2013年12月6日  |
| ○    | ニッキ・クヌーセン               | 2R 1:18 TKO（膝蹴り）                 | Legacy Fighting Championship 24                                       | 2013年10月11日 |
| ○    | アラナ・ジョーンズ               | 2R 2:22 KO（ハイキック）              | Legacy Fighting Championship 21                                       | 2013年7月19日  |
| ○    | ケイティ・メリル                 | 2R 3:02 TKO（パンチ）                 | Bellator 91                                                           | 2013年2月28日  |
| ○    | ジャン・フィニー                 | 3R 2:49 KO（ミドルキック）            | Fresquez Productions: Clash in the Cage                               | 2011年9月9日   |
| ○    | クリスティーナ・ドンケ           | 2R 3:58 TKO（ローキック）             | Fresquez Productions: Double Threat                                   | 2011年3月4日   |

### ボクシング
| プロボクシング 戦績 | プロボクシング 戦績 | プロボクシング 戦績 | プロボクシング 戦績 | プロボクシング 戦績 | プロボクシング 戦績 | プロボクシング 戦績 |
| ------------------- | ------------------- | ------------------- | ------------------- | ------------------- | ------------------- | ------------------- |
| 38 試合             | (T)KO               | 判定                | その他              | 引き分け            | 無効試合            |                     |
| 33 勝               | 9                   | 24                  | 0                   | 3                   | 0                   |                     |
| 2 敗                | 2                   | 0                   | 0                   | 3                   | 0                   |                     |

| 戦           | 日付           | 勝敗 | 時間    | 内容         | 対戦相手                     | 国籍           | 備考 |
| ------------ | -------------- | ---- | ------- | ------------ | ---------------------------- | -------------- | --- |
| 1            | 2002年1月25日  | 勝利 | 3R      | TKO          | Martha Deitchman             | アメリカ合衆国 | プロデビュー戦                                                                                                   |
| 2            | 2002年6月21日  | 勝利 | 1R 2:36 | TKO          | Terrie Carrillo              | アメリカ合衆国 | |
| 3            | 2002年8月17日  | 勝利 | 4R      | 判定3-0      | Martha Deitchman             | アメリカ合衆国 | |
| 4            | 2002年9月6日   | 勝利 | 4R      | 判定3-0      | Bonnie Mann                  | アメリカ合衆国 | |
| 5            | 2003年8月26日  | 勝利 | 4R      | 判定2-0      | Stephanie Jaramillo          | アメリカ合衆国 | |
| 6            | 2003年10月3日  | 引分 | 6R      | ポイント判定 | Stephanie Jaramillo          | アメリカ合衆国 | |
| 7            | 2003年12月12日 | 勝利 | 6R      | 判定3-0      | アンジェリカ・マルティネス   | アメリカ合衆国 | |
| 8            | 2004年4月10日  | 勝利 | 1R      | TKO          | Janae Archuleta              | アメリカ合衆国 | |
| 9            | 2004年5月15日  | 引分 | 6R      | 判定1-0      | アンジェリカ・マルティネス   | アメリカ合衆国 | |
| 10           | 2004年6月27日  | 敗北 | 4R      | TKO          | リタ・トゥリーシ             | イタリア       | |
| 11           | 2004年12月10日 | 勝利 | 10R     | 判定3-0      | テリー・ブレアー             | アメリカ合衆国 | IBA女子世界ライトウェルター級王座決定戦                                                                          |
| 12           | 2005年4月15日  | 勝利 | 4R      | 判定3-0      | Gloria Ramirez               | アメリカ合衆国 | |
| 13           | 2005年6月24日  | 勝利 | 8R 3:00 | TKO          | Lisa Lewis                   | アメリカ合衆国 | IBA防衛1 |
| 14           | 2005年9月16日  | 勝利 | 10R     | 判定3-0      | クリスティ・マーチン         | アメリカ合衆国 | |
| 15           | 2005年12月8日  | 勝利 | 10R     | 判定3-0      | ミア・セント・ジョン         | アメリカ合衆国 | IBA防衛2 |
| 16           | 2006年2月24日  | 勝利 | 7R 0:57 | TKO          | Shadina Pennybaker           | アメリカ合衆国 | IBA防衛3 |
| 17           | 2006年6月10日  | 勝利 | 10R     | 判定3-0      | アンジェリカ・マルティネス   | アメリカ合衆国 | WBA女子世界ウェルター級王座決定戦                                                                                |
| 18           | 2006年9月23日  | 勝利 | 10R     | 判定3-0      | Jane Couch                   | イングランド   | IBA防衛4 |
| 19           | 2006年12月1日  | 勝利 | 10R     | 判定3-0      | トリーシャ・タートン         | アメリカ合衆国 | IFBA世界スーパーウェルター級王座決定戦                                                                           |
| 20           | 2007年3月22日  | 勝利 | 10R     | 判定3-0      | アン・サクラート             | アメリカ合衆国 | WBA防衛1 WBC女子世界ウェルター級王座決定戦 WIBA世界ウェルター級タイトルマッチ IFBA世界ウェルター級タイトルマッチ |
| 21           | 2007年5月23日  | 勝利 | 10R     | 判定3-0      | チーベル・ホールバック       | アメリカ合衆国 | |
| 22           | 2007年9月21日  | 勝利 | 10R     | 判定3-0      | アンジェリカ・マルティネス   | アメリカ合衆国 | IBA女子世界ウェルター級王座決定戦                                                                                |
| 23           | 2008年1月11日  | 勝利 | 7R 1:40 | TKO          | ミリアム・ブラカチェ         | アメリカ合衆国 | WBC防衛1 IFBAウェルター級防衛1                                                                                   |
| 24           | 2008年2月7日   | 勝利 | 10R     | 判定3-0      | ベリンダ・ララキュエント     | プエルトリコ   | IFBAウェルター級防衛2                                                                                            |
| 25           | 2008年6月13日  | 勝利 | 10R     | 判定3-0      | メアリー・ジョー・サンダース | アメリカ合衆国 | IFBAスーパーウェルター級防衛1                                                                                    |
| 26           | 2008年10月17日 | 引分 | 10R     | 判定1-0      | メアリー・ジョー・サンダース | アメリカ合衆国 | IBA女子世界スーパーウェルター級王座決定戦                                                                        |
| 27           | 2009年1月23日  | 勝利 | 10R     | 判定3-0      | ミリアム・ラマール           | フランス       | WIBA防衛1 |
| 28           | 2009年6月5日   | 勝利 | 4R 0:32 | TKO          | ドゥダ・ヤンコビッチ         | ブラジル       | WIBA防衛2 |
| 29           | 2009年8月28日  | 勝利 | 10R     | 判定3-0      | テリー・ブレアー             | アメリカ合衆国 | WIBA防衛3 |
| 30           | 2009年12月4日  | 勝利 | 10R     | 判定3-0      | ビクトリア・シスネロス       | アメリカ合衆国 | NABF女子世界ライトウェルター級王座決定戦                                                                         |
| 31           | 2010年3月26日  | 勝利 | 10R     | 判定3-0      | チーベル・ホールバック       | アメリカ合衆国 | WIBAライトウェルター級王座決定戦                                                                                 |
| 32           | 2010年8月6日   | 勝利 | 1R 1:53 | TKO          | ジェイミー・クランピット     | カナダ         | IBA女子世界ライトウェルター級王座決定戦                                                                          |
| 33           | 2010年12月3日  | 勝利 | 8R 0:51 | TKO          | アン・サクラート             | アメリカ合衆国 | IBAライトウェルター級防衛1                                                                                       |
| 34           | 2011年6月10日  | 勝利 | 10R     | 判定3-0      | ビクトリア・シスネロス       | アメリカ合衆国 | |
| 35           | 2011年12月2日  | 敗北 | 7R 1:38 | KO           | アン＝ソフィー・マシス       | フランス       | IBA女子世界ウェルター級王座決定戦                                                                                |
| 36           | 2012年6月15日  | 勝利 | 10R     | 判定3-0      | アン＝ソフィー・マシス       | フランス       | IBA女子世界ウェルター級タイトルマッチ WBF女子世界ウェルター級タイトルマッチ                                      |
| 37           | 2012年12月7日  | 勝利 | 10R     | 判定3-0      | ダイアナ・プラザック         | オーストラリア | IBA女子世界ライトウェルター級王座決定戦 WBF女子世界ライトウェルター級王座決定戦                                  |
| 38           | 2013年5月11日  | 勝利 | 10R     | 判定3-0      | メアリー・マギー             | アメリカ合衆国 | IBAライトウェルター級防衛1 WBFライトウェルター級防衛1                                                            |
| テンプレート |                |      |         |              |                              |                | |

### キックボクシング

#### プロキックボクシング
| キックボクシング 戦績 | キックボクシング 戦績 | キックボクシング 戦績 | キックボクシング 戦績 | キックボクシング 戦績 | キックボクシング 戦績 | キックボクシング 戦績 |
| --------------------- | --------------------- | --------------------- | --------------------- | --------------------- | --------------------- | --------------------- |
| 3 試合                | (T)KO                 | 判定                  | その他                | 引き分け              | 無効試合              |                       |
| 2 勝                  | 2                     | 0                     | 0                     | 0                     | 0                     |                       |
| 1 敗                  | 1                     | 0                     | 0                     | 0                     | 0                     |                       |

| 勝敗 | 対戦相手               | 試合結果    | 大会名                                                    | 開催年月日   |
| ○    | アリサ・キャントウェル | 1R 1:30 TKO | Ring of Fire 9: Eruption                                  | 2003年8月9日 |
| ×    | トリシャー・ヒル       | 4R KO       | GKD Productions & Ring of Fire: Triple Threat Fight Night | 2003年4月6日 |
| ○    | バレリー・アンソンセン | 2R TKO      | World Championship Kickboxing: Bad to the Bone            | 2002年6月1日 |

- アマチュアキックボクシング　6戦6勝0敗2分

## 獲得タイトル
- IBA女子世界ライトウェルター級王座
- WBA女子世界ウェルター級王座
- IFBA世界スーパーウェルター級王座
- WBC女子世界ウェルター級王座
- WIBA世界ウェルター級王座
- IFBA世界ウェルター級王座
- 初代Legacy FC女子バンタム級王座
- 第2代UFC世界女子バンタム級王座

## 表彰
- ブラジリアン柔術 青帯
- UFC ファイト・オブ・ザ・ナイト（2回）
- UFC パフォーマンス・オブ・ザ・ナイト（2回）
- UFC アップセット・オブ・ザ・イヤー（2015年）
- UFC ノックアウト・オブ・ザ・イヤー（2015年）
- UFC ニューカマー・オブ・ザ・イヤー（2015年）
- ESPY賞 年間最大アップセット（2016年）
- ESPN ノックアウト・オブ・ザ・イヤー（2015年）
- ブリーチャー・レポート ノックアウト・オブ・ザ・イヤー（2015年）
- SHERDOG アップセット・オブ・ザ・イヤー（2015年）
- リングマガジン 年間最優秀女子ボクサー（2005年、2006年）